# Charles Soret
Charles Soret (ur. 23 września 1854 w Genewie, Szwajcaria, zm. 4 kwietnia 1904 tamże) – szwajcarski fizyk i chemik. Powszechnie znany z badań nad termodyfuzją (tak zwany efekt Soreta).

## Życiorys
Charles Soret był synem Jacques-Louis Soreta, profesora medycyny fizycznej na Uniwersytecie w Genewie, i Clémentine Odier. W 1872, Charles ukończył szkołę sztuk w Genewie, a dwa lata później zdobył dodatkowy tytuł w matematyce. Dodatkowo uczęszczał na wykłady z fizyki i innych nauk przyrodniczych. Kontynuował studia matematyczne na Sorbonie, gdzie zdobył tytuł magistra w 1876. Wierzył, że dobry fizyk powinien być przede wszystkim dobrym matematykiem; dlatego dopiero potem skoncentrował się na studiach z fizyki i otrzymał tytuł magistra fizyki dwa lata później.
Wkrótce potem zaoferowano mu prace w Departamencie krystalografii i mineralogii na Uniwersytecie w Genewie. Został tam wykładowcą w 1879 roku, i pełnym profesorem w 1881 roku.
W roku 1879 Soret opublikował prace na temat termodyfuzji na podstawie swoich pomiarów zachowanie roztworów chlorku sodu i azotanu potasu w rurkach, których końce były ogrzewane lub chłodzone. Te eksperymenty potwierdziły rezultaty C. Ludwiga (opublikowane 20 lat wcześniej), o których Soret prawdopodobnie nie wiedział.
Soret zajmował się również badaniem refraktometrii.
W 1898 roku, Soret został rektorem Uniwersytetu Genewskiego. Zmarł w 1904 roku na chorobę przewodu pokarmowego, kilka dni po udanej operacji.